# Helena Maria Adema
Helena Maria Adema (Bolsward, 6 mei 1922) werkte als koerierster tijdens de Tweede Wereldoorlog.

## Biografie
Ze was een dochter van de slager Adema (8 juni 1890 te Bolsward) en Geesbertha de Jong (27 maart 1895 te Sneek), en had vijf broers en vijf zusters. Het gezin verhuisde in 1924 naar Schrans 4 te Huizum, nabij Leeuwarden.
Helena was koerierster van een communistische illegale groep. Zij bezorgde in Drachten, Opeinde en omgeving de illegale blaadjes en de bonkaarten. Bovendien vonden in het ouderlijk huis onderduikers onderdak. Begin 1945 deden de Belgische Rexisten (een fascistische politieke stroming uit België) een inval in deze woning. Helena werd door één van hen bedreigd, de heer Van Opdebeek, aan wie zij de namen verschafte van vijf illegale werkers, een willekeurige greep uit deze groep. Drie van hun werden niet opgepakt, de andere wel, maar werden spoedig weer vrijgelaten. Helena verklaarde later dat ze vriendschap met de Rexist Opdebeek sloot om een Ausweis voor haar broer te krijgen. Na de oorlog werd zij hiervoor berecht en gevangengezet van 19 mei tot 10 december 1946.